# Greig Fraser
Greig Fraser, född 1975, är en australisk filmfotograf. Han vann en Oscar för bästa foto för filmen Dune (2021).

## Filmografi (i urval)
- 2012 – Zero Dark Thirty
- 2016 – Rogue One
- 2021 – Dune
- 2022 – The Batman
- 2023 – The Creator
- 2026 – Project Hail Mary